# Liste der Europameister im Bobsport
Die Liste der Europameister im Bobsport listet alle auf den ersten drei Rängen bei Europameisterschaften im Bobsport platzierten Sportler. Für Herren werden Europameisterschaften im Zweierbob seit 1929 und im Viererbob seit 1967 durchgeführt. Damenwettbewerbe gibt es im Zweierbob seit 2004. Im Jahr 2022 kam mit dem Monobob eine zweite Damendisziplin hinzu.

## Zweierbob Herren

### Ergebnisse
| Jahr | Ort                    | Gold                                                                       | Silber                                                                    | Bronze                                                           |
| ---- | ---------------------- | -------------------------------------------------------------------------- | ------------------------------------------------------------------------- | ---------------------------------------------------------------- |
| 1929 | Davos                  | NiederlandeEddie van de Pol Piet Metzelaar                                 | Deutsches ReichM. Volk H. Strelin                                         | Vereinigtes KönigreichB. A. J. Qutram C. M. Qutram               |
| 1965 | Cortina d’Ampezzo      | ÖsterreichErwin Thaler Adolf Koxeder                                       | ItalienErwin Moser Enzo Pierini                                           | ItalienAngelo Frigerio Sergio Mocelli                            |
| 1966 | Garmisch-Partenkirchen | ÖsterreichErwin Thaler Adolf Koxeder                                       | ÖsterreichManfred Hofer Karl Pichler                                      | BR DeutschlandAnton Pensperger Helmut Wurzer                     |
| 1967 | Igls                   | ÖsterreichErwin Thaler Reinhold Durnthaler                                 | RumänienIon Panțuru Nicolae Neagoe                                        | BR DeutschlandWolfgang Zimmerer Peter Utzschneider               |
| 1968 | St. Moritz             | BR DeutschlandWolfgang Zimmerer Peter Utzschneider                         | Vereinigtes KönigreichPatrick Evely Toni Fields                           | Vereinigtes KönigreichJohn Blockey Mike Freeman                  |
| 1969 | Cervinia               | ÖsterreichErwin Thaler Reinhold Durnthaler                                 | RumänienIon Panțuru Dumitru Focșeneanu                                    | ItalienBruno Servadei Andrea Clemente                            |
| 1970 | Cortina d’Ampezzo      | ItalienGianfranco Gaspari Mario Armano                                     | BR DeutschlandHorst Floth Pepi Bader                                      | BR DeutschlandWolfgang Zimmerer Peter Utzschneider               |
| 1971 | Königssee              | BR DeutschlandHorst Floth Pepi Bader                                       | SchweizHans Candrian Peter Schärer                                        | BR DeutschlandWolfgang Zimmerer Peter Utzschneider               |
| 1972 | St. Moritz             | BR DeutschlandWolfgang Zimmerer Peter Utzschneider                         | BR DeutschlandHorst Floth Pepi Bader                                      | SchweizJean Wicki Edy Hubacher                                   |
| 1973 | Cervinia               | BR DeutschlandWolfgang Zimmerer Peter Utzschneider                         | BR DeutschlandHorst Floth Willi Holdorf                                   | ÖsterreichWalter Delle Karth jun. Fritz Sperling                 |
| 1976 | St. Moritz             | SchweizErich Schärer Peter Schärer                                         | BR DeutschlandStefan Gaisreiter Donat Ertel                               | SchweizFritz Lüdi Karl Häsili                                    |
| 1978 | Igls                   | Deutsche Demokratische RepublikHorst Schönau Harald Seifert                | Deutsche Demokratische RepublikBernhard Germeshausen Hans-Jürgen Gerhardt | Deutsche Demokratische RepublikBernhard Lehmann Matthias Trübner |
| 1979 | Winterberg             | Deutsche Demokratische RepublikBernhard Germeshausen Hans-Jürgen Gerhardt  | SchweizErich Schärer Ulrich Bächli                                        | Deutsche Demokratische RepublikMeinhard Nehmer Bogdan Musiol     |
| 1980 | St. Moritz             | SchweizHans Hiltebrand Walter Rahm                                         | Deutsche Demokratische RepublikBernhard Germeshausen Hans-Jürgen Gerhardt | SchweizErich Schärer Ulrich Bächli                               |
| 1981 | Igls                   | SchweizHans Hiltebrand Walter Rahm                                         | Deutsche Demokratische RepublikBernhard Germeshausen Hans-Jürgen Gerhardt | BR DeutschlandWolfgang Eidenschink Andreas Geiger                |
| 1982 | Cortina d’Ampezzo      | SchweizErich Schärer Max Rüegg                                             | Deutsche Demokratische RepublikHorst Schönau Andreas Kirchner             | SchweizHans Hiltebrand Ulrich Bächli                             |
| 1983 | Sarajevo               | Deutsche Demokratische RepublikBernhard Lehmann Bogdan Musiol              | Deutsche Demokratische RepublikBernhard Germeshausen Hans-Jürgen Gerhardt | SchweizRalph Pichler Urs Leuthold                                |
| 1984 | Igls                   | SowjetunionJānis Ķipurs Aivars Šnepsts                                     | Deutsche Demokratische RepublikDetlef Richter Dietmar Jerke               | SowjetunionZintis Ekmanis Wladimir Alexandrow                    |
| 1985 | St. Moritz             | SowjetunionZintis Ekmanis Wladimir Alexandrow                              | Deutsche Demokratische RepublikWolfgang Hoppe Dietmar Schauerhammer       | SchweizHans Hiltebrand Meinrad Müller                            |
| 1986 | Igls                   | Deutsche Demokratische RepublikWolfgang Hoppe Dietmar Schauerhammer        | Deutsche Demokratische RepublikBernhard Lehmann Bogdan Musiol             | Deutsche Demokratische RepublikDetlef Richter Steffen Grummt     |
| 1987 | Cervinia               | Deutsche Demokratische RepublikWolfgang Hoppe Dietmar Schauerhammer        | SowjetunionJānis Ķipurs Wladimir Alexandrow                               | SchweizGustav Weder Bruno Gerber                                 |
| 1988 | Sarajevo               | Deutsche Demokratische RepublikVolker Dietrich Peter Förster Heiko Querner | SchweizNico Baracchi Donat Acklin                                         | SowjetunionWjatscheslaw Schtschawlew Alexei Golowin              |
| 1989 | Winterberg             | SchweizGustav Weder Bruno Gerber                                           | Deutsche Demokratische RepublikWolfgang Hoppe Bogdan Musiol               | BR DeutschlandRudi Lochner Markus Zimmermann                     |
| 1990 | Igls                   | SchweizGustav Weder Curtin Morell                                          | SowjetunionZintis Ekmanis Juris Tone                                      | SowjetunionMāris Poikāns Andrei Gorochow                         |
| 1991 | Cervinia               | SchweizGustav Weder Bruno Gerber                                           | DeutschlandVolker Dietrich Peer Joechel                                   | ItalienGünther Huber Stefano Ticci                               |
| 1992 | Königssee              | SchweizGustav Weder Donat Acklin                                           | DeutschlandChristoph Langen Günther Eger                                  | DeutschlandSepp Dostthaler Mike Sehr                             |
| 1993 | St. Moritz             | SchweizGustav Weder Donat Acklin                                           | SchweizCeleste Poltera Marco Battaglia                                    | DeutschlandSepp Dostthaler Mike Sehr                             |
| 1994 | La Plagne              | DeutschlandChristoph Langen Peer Joechel                                   | ItalienGünther Huber Stefano Ticci                                        | SchweizGustav Weder Donat Acklin                                 |
| 1995 | Altenberg              | DeutschlandChristoph Langen Kai-Uwe Kohlert                                | DeutschlandRené Spies Sven Peter                                          | SchweizReto Götschi Guido Acklin                                 |
| 1996 | St. Moritz             | DeutschlandChristoph Langen Olaf Hampel                                    | SchweizReto Götschi Guido Acklin                                          | DeutschlandSepp Dostthaler Thomas Platzer                        |
| 1997 | Königssee              | ItalienGünther Huber Antonio Tartaglia                                     | DeutschlandSepp Dostthaler Thomas Platzer                                 | SchweizReto Götschi Guido Acklin                                 |
| 1998 | Igls                   | SchweizReto Götschi Guido Acklin                                           | DeutschlandChristoph Langen Olaf Hampel                                   | ItalienGünther Huber Antonio Tartaglia                           |
| 1999 | Winterberg             | SchweizReto Götschi Guido Acklin                                           | SchweizChristian Reich Urs Aeberhard                                      | DeutschlandSepp Dostthaler Olaf Hampel                           |
| 2000 | Cortina d’Ampezzo      | DeutschlandAndré Lange René Hoppe                                          | ItalienGünther Huber Ubaldo Ranzi                                         | DeutschlandChristoph Langen Markus Zimmermann                    |
| 2001 | Königssee              | DeutschlandChristoph Langen Markus Zimmermann                              | SchweizChristian Reich Steve Anderhub                                     | DeutschlandRené Spies Franz Sagmeister                           |
| 2002 | Cortina d’Ampezzo      | SchweizChristian Reich Steve Anderhub                                      | DeutschlandAndré Lange Kevin Kuske                                        | SchweizMartin Annen Beat Hefti                                   |
| 2003 | Winterberg             | DeutschlandRené Spies Marco Jakobs                                         | DeutschlandAndré Lange Kevin Kuske                                        | SchweizRalph Rüegg Beat Hefti                                    |
| 2004 | St. Moritz             | DeutschlandChristoph Langen Christoph Heyder                               | SchweizIvo Rüegg Beat Hefti                                               | DeutschlandAndré Lange Kevin Kuske                               |
| 2005 | Altenberg              | DeutschlandAndré Lange Martin Putze                                        | DeutschlandRené Spies Franz Sagmeister                                    | SchweizMartin Annen Beat Hefti                                   |
| 2006 | St. Moritz             | DeutschlandAndré Lange Kevin Kuske                                         | SchweizIvo Rüegg Cédric Grand                                             | SchweizMartin Annen Beat Hefti                                   |
| 2007 | Cortina d’Ampezzo      | TschechienIvo Danilevič Roman Gomola                                       | SchweizIvo Rüegg Cédric Grand                                             | DeutschlandAndré Lange Kevin Kuske                               |
| 2008 | Cesana Torinese        | RusslandAlexander Subkow Alexei Wojewoda                                   | DeutschlandAndré Lange Kevin Kuske                                        | ItalienSimone Bertazzo Samuele Romanini                          |
| 2009 | St. Moritz             | DeutschlandAndré Lange Martin Putze                                        | SchweizBeat Hefti Thomas Lamparter                                        | DeutschlandThomas Florschütz Marc Kühne                          |
| 2010 | Igls                   | SchweizBeat Hefti Thomas Lamparter                                         | DeutschlandAndré Lange Kevin Kuske                                        | SchweizDaniel Schmid Jürg Egger                                  |
| 2011 | Winterberg             | RusslandAlexander Subkow Alexei Wojewoda                                   | DeutschlandThomas Florschütz Kevin Kuske                                  | DeutschlandKarl Angerer Alexander Mann                           |
| 2012 | Altenberg              | DeutschlandThomas Florschütz Kevin Kuske                                   | DeutschlandMaximilian Arndt Marko Hübenbecker                             | SchweizBeat Hefti Thomas Lamparter                               |
| 2013 | Igls                   | SchweizBeat Hefti Thomas Lamparter                                         | DeutschlandThomas Florschütz Kevin Kuske                                  | DeutschlandFrancesco Friedrich Jannis Bäcker                     |
| 2014 | Königssee              | SchweizBeat Hefti Alex Baumann                                             | SchweizRico Peter Thomas Lamparter                                        | DeutschlandThomas Florschütz Kevin Kuske                         |
| 2015 | La Plagne              | DeutschlandFrancesco Friedrich Martin Grothkopp                            | LettlandOskars Melbārdis Daumants Dreiškens                               | SchweizRico Peter Bror van der Zijde                             |
| 2016 | St. Moritz             | SchweizBeat Hefti Alex Baumann                                             | DeutschlandNico Walther Christian Poser                                   | DeutschlandMaximilian Arndt Kevin Kuske                          |
| 2017 | Winterberg             | DeutschlandFrancesco Friedrich Thorsten Margis                             | DeutschlandJohannes Lochner Joshua Bluhm                                  | LettlandOskars Ķibermanis Matīss Miknis                          |
| 2018 | Igls                   | DeutschlandFrancesco Friedrich Thorsten Margis                             | SchweizClemens Bracher Michael Kuonen                                     | DeutschlandJohannes Lochner Joshua Bluhm                         |
| 2019 | Königssee              | DeutschlandFrancesco Friedrich Martin Grothkopp                            | DeutschlandJohannes Lochner Christian Rasp                                | FrankreichRomain Heinrich Dorian Hauterville                     |
| 2020 | Sigulda                | LettlandOskars Ķibermanis Matīss Miknis                                    | SchweizSimon Friedli Gregory Jones                                        | DeutschlandChristoph Hafer Christian Hammers                     |
| 2021 | Winterberg             | DeutschlandFrancesco Friedrich Thorsten Margis                             | DeutschlandJohannes Lochner Eric Franke                                   | ÖsterreichBenjamin Maier Markus Sammer                           |
| 2022 | St. Moritz             | DeutschlandFrancesco Friedrich Thorsten Margis                             | DeutschlandJohannes Lochner Florian Bauer                                 | RusslandRostislaw Gaitjukewitsch Michail Mordassow               |
| 2023 | Altenberg              | DeutschlandJohannes Lochner Erec Bruckert                                  | SchweizMichael Vogt Sandro Michel                                         | DeutschlandFrancesco Friedrich Alexander Schüller                |
| 2024 | Sigulda                | DeutschlandAdam Ammour Issam Ammour                                        | SchweizMichael Vogt Sandro Michel                                         | DeutschlandJohannes Lochner Erec Bruckert                        |
| 2025 | Lillehammer            | DeutschlandFrancesco Friedrich Alexander Schüller                          | DeutschlandJohannes Lochner Georg Fleischhauer                            | GroßbritannienBrad Hall Taylor Lawrence                          |

### Medaillenspiegel
| Platz | Nation                  | Gold | Silber | Bronze |
| ----- | ----------------------- | ---- | ------ | ------ |
| 1     | Deutschland (inkl. DDR) | 30   | 33     | 26     |
| 2     | Schweiz                 | 16   | 16     | 17     |
| 3     | Russland (inkl. UdSSR)  | 4    | 2      | 4      |
| 4     | Österreich              | 4    | 1      | 2      |
| 5     | Italien                 | 2    | 3      | 5      |
| 6     | Lettland                | 1    | 1      | 1      |
| 7     | Niederlande             | 1    | 0      | 0      |
| 7     | Tschechien              | 1    | 0      | 0      |
| 9     | Rumänien                | 0    | 2      | 0      |
| 10    | Vereinigtes Königreich  | 0    | 1      | 3      |
| 11    | Frankreich              | 0    | 0      | 1      |

Stand: nach EM 2025

## Viererbob Herren

### Ergebnisse
| Jahr | Ort               | Gold                                                                                   | Silber | Bronze |
| ---- | ----------------- | -------------------------------------------------------------------------------------- | --- | --- |
| 1967 | Igls              | RumänienIon Panțuru Nicolae Neagoe Petre Hristovici Gheorghe Maftei                    | ÖsterreichErwin Thaler Reinhold Durnthaler Herbert Gruber Adolf Koxeder                                                                          | BR DeutschlandFranz Wörmann Hubert Braun Klaus Ostler Josef Gerg                                                                               |
| 1968 | St. Moritz        | SchweizJean Wicki Hans Candrian Willi Hofmann Walter Graf                              | RumänienIon Panțuru Petre Hristovici Nicolae Neagoe Gheorghe Maftei                                                                              | GroßbritannienJohn Blockey Timothy Thorn John Brown Mike Freeman                                                                               |
| 1969 | Cervinia          | ItalienAlberto Frigo Gino Basuino Antonio Brabcaccio Luciano De Paolis                 | RumänienIon Panțuru Dumitru Focșeneanu Raimond Țancov Nicolae Neagoe                                                                             | BR DeutschlandHerbert Pitka Leonhard Samm Hermann Pschorr Franz Frey                                                                           |
| 1970 | Cortina d’Ampezzo | BR DeutschlandWolfgang Zimmerer Stefan Gaisreiter Walter Steinbauer Peter Utzschneider | SpanienEugenio Baturone Julio Satorre José Manuel Pérez Guillermo Rosal                                                                          | RumänienIon Panțuru Nicolae Neagoe Dumitru Pascu Ion Zangor                                                                                    |
| 1971 | Königssee         | RumänienIon Panțuru Ion Zangor Dumitru Pascu Dumitru Focșeneanu                        | BR DeutschlandWolfgang Zimmerer Stefan Gaisreiter Walter Steinbauer Peter Utzschneider                                                           | BR DeutschlandHorst Floth Donat Ertel Jan Thölke Pepi Bader                                                                                    |
| 1972 | St. Moritz        | SchweizHansruedi Müller Herbert Ott Rudolf Born Hans Hiltebrand                        | BR DeutschlandHerbert Pitka Hermann Pschorr Helmut Wurzer Franz Frey                                                                             | ÖsterreichWerner Delle Karth Fritz Sperling Walter Delle Karth jun. Werner Moser                                                               |
| 1973 | Cervinia          | BR DeutschlandWolfgang Zimmerer Peter Utzschneider Stefan Gaisreiter Fritz Ohlwärter   | SchweizFritz Lüdi Thomas Hagen Ferdi Müller Karl Häseli                                                                                          | SchweizRené Stadler Werner Camichel Erich Schärer Peter Schärer                                                                                |
| 1976 | St. Moritz        | BR DeutschlandStefan Gaisreiter Hans Wagner Donat Ertel Walter Gilik                   | BR DeutschlandWolfgang Zimmerer Peter Utzschneider Bodo Bittner Manfred Schumann                                                                 | SchweizErich Schärer Peter Schärer Werner Camichel Josef Benz                                                                                  |
| 1978 | Igls              | ÖsterreichFritz Sperling Franz Köfel Franz Rednack Walter Köck                         | DDRMeinhard Nehmer Hans-Jürgen Gerhardt Bernhard Germeshausen Raimund Bethge                                                                     | DDRHorst Schönau Horst Bernhardt Harald Seifert Bogdan Musiol                                                                                  |
| 1979 | Winterberg        | DDRMeinhard Nehmer Jochen Babock Bernhard Germeshausen Hans-Jürgen Gerhardt            | SchweizErich Schärer Ulrich Bächli Toni Rüegg Hans-Jörg Trachsel                                                                                 | DDRHorst Schönau Horst Bernhardt Andreas Kirchner Bogdan Musiol                                                                                |
| 1980 | St. Moritz        | SchweizErich Schärer Ulrich Bächli Ruedi Marti Josef Benz                              | SchweizPeter Schärer Max Rüegg Toni Rüegg Hans-Jörg Trachsel                                                                                     | SchweizHans Hiltebrand Ulrich Schindler Walter Rahm Armin Baumgartner                                                                          |
| 1981 | Igls              | DDRBernhard Germeshausen Matthias Trübner Henry Gerlach Hans-Jürgen Gerhardt           | DDRHorst Schönau Detlef Richter Dietmar Jerke Andreas Kirchner                                                                                   | DDRBernhard Lehmann Bogdan Musiol Roland Wetzig Eberhard Weise                                                                                 |
| 1982 | Cortina d’Ampezzo | SchweizRalph Pichler Kurt Ott Urs Leuthold Klaus                                       | DDRDetlef Richter Michael Richter Thomas Forch Dietmar Jerke                                                                                     | ÖsterreichWalter Delle Karth jun. Günter Krispel Johann Lindner Ferdinand Grössing                                                             |
| 1983 | Sarajevo          | SchweizEkkehard Fasser Kurt Poletti Hans Märchy Rolf Strittmatter                      | DDRBernhard Lehmann Bogdan Musiol Ingo Voge Eberhard Weise                                                                                       | SchweizSilvio Giobellina Urs Salzmann Heinz Stettler Rico Freiermuth                                                                           |
| 1984 | Igls              | SchweizSilvio Giobellina Heinz Stettler Urs Salzmann Rico Freiermuth                   | DDRDetlef Richter Thomas Forch Matthias Legler Dietmar Jerke                                                                                     | SchweizEkkehard Fasser Hans Märchy Kurt Poletti Rolf Strittmatter                                                                              |
| 1985 | St. Moritz        | SchweizSilvio Giobellina Heinz Stettler Urs Salzmann Rico Freiermuth                   | DDRWolfgang Hoppe Roland Wetzig Ingo Voge Dietmar Schauerhammer                                                                                  | SchweizHans Hiltebrand Urs Leuthold Kurt Ott Meinrad Müller                                                                                    |
| 1986 | Igls              | SchweizHans Hiltebrand Kurt Meier Erwin Fassbind André Kiser                           | DDRBernhard Lehmann Matthias Trübner Ingo Voge Bogdan Musiol                                                                                     | ÖsterreichPeter Kienast Franz Siegl Gerhard Redl Christian Mark                                                                                |
| 1987 | Cervinia          | DDRWolfgang Hoppe Dietmar Schauerhammer Roland Wetzig Bogdan Musiol                    | SchweizRalph Pichler Heinrich Notter Edgar Dietsche Celeste Poltera                                                                              | SchweizEkkehard Fasser Kurt Meier Werner Stocker Rolf Strittmatter                                                                             |
| 1988 | Sarajevo          | BR DeutschlandChristian Schebitz Uwe Höring Gerhard Oechsle Leroy Hieber               | DDRVolker Dietrich René Hannemann Torsten Körner Axel Kühn                                                                                       | SchweizSilvio Giobellina Curdin Morell Urs Salzmann Celeste Poltera                                                                            |
| 1989 | Winterberg        | ÖsterreichIngo Appelt Harald Winkler Gerhard Redl Jürgen Mandl                         | DDRHarald Czudaj Tino Bonk Karsten Brannasch Peter Förster                                                                                       | ÖsterreichPeter Kienast Thomas Schroll Franz Siegl Kurt Teigl                                                                                  |
| 1990 | Igls              | ÖsterreichPeter Kienast Thomas Schroll Martin Riedl Johann Lindner                     | ÖsterreichIngo Appelt Gerhard Redl Jürgen Mandl Harald Winkler                                                                                   | SchweizGustav Weder Bruno Gerber Lorenz Schindelholz Curdin Morell                                                                             |
| 1991 | Cervinia          | SchweizGustav Weder Bruno Gerber Lorenz Schindelholz Curdin Morell                     | DeutschlandDirk Wiese Thorsten Wölm Oliver Rogge Olaf Hampel                                                                                     | DeutschlandVolker Dietrich Sven Rühr Frank Jacob Thomas Rex                                                                                    |
| 1992 | Königssee         | DeutschlandHarald Czudaj Tino Bonk Axel Jang Alexander Szelig                          | ÖsterreichHubert Schösser Hannes Conti Martin Riedl Gerhard Haidacher                                                                            | RumänienPaul Neagu Laurentio Budur Laszlo Modos Costel Petrariu                                                                                |
| 1993 | St. Moritz        | SchweizGustav Weder Donat Acklin Kurt Meier Domenico Semeraro                          | DeutschlandDirk Wiese Christoph Bartsch Oliver Rogge Wolfgang Haupt                                                                              | ÖsterreichHubert Schösser Gerhard Redl Harald Winkler Gerhard Haidacher                                                                        |
| 1994 | La Plagne         | ItalienGünther Huber Antonio Tartaglia Stefano Ticci Mirko Ruggiero                    | Vereinigtes KönigreichMark Tout George Farell Jason Wing Lenny Paul                                                                              | DeutschlandDirk Wiese Christoph Bartsch Michael Liekmeier Wolfgang Haupt                                                                       |
| 1995 | Altenberg         | DeutschlandWolfgang Hoppe Ulf Hielscher René Hannemann Carsten Embach                  | Vereinigtes KönigreichMark Tout Dean Ward Courtney Rumbolt Lenny Paul                                                                            | DeutschlandHarald Czudaj Karsten Brannasch Alexander Szelig Udo Lehmann                                                                        |
| 1996 | St. Moritz        | DeutschlandChristoph Langen Sven Rühr Markus Zimmermann Olaf Hampel                    | DeutschlandWolfgang Hoppe Torsten Voss Sven Peter Carsten Embach                                                                                 | SchweizMarcel Rohner Markus Wasser Thomas Schreiber Roland Tanner                                                                              |
| 1997 | Königssee         | SchweizReto Götschi Guido Acklin Daniel Giger Beat Seitz                               | SchweizMarcel Rohner Markus Nüssli Thomas Schreiber Roland Tanner                                                                                | DeutschlandDirk Wiese Christoph Bartsch Markus Zimmermann Michael Liekmeier DeutschlandHarald Czudaj Torsten Voss Alexander Szelig Udo Lehmann |
| 1998 | Igls              | DeutschlandHarald Czudaj Torsten Voss Steffen Görmer Alexander Szelig                  | ÖsterreichHubert Schösser Peter Leismüller Erwin Arnold Martin Schützenauer                                                                      | DeutschlandChristoph Langen Markus Zimmermann Kai-Uwe Kohlert Olaf Hampel                                                                      |
| 1999 | Winterberg        | DeutschlandChristoph Langen Markus Zimmermann Thomas Platzer Sven Rühr                 | SchweizMarcel Rohner Markus Nüssli Beat Hefti Silvio Schaufelberger                                                                              | DeutschlandHarald Czudaj Torsten Voss Udo Lehmann Carsten Embach ÖsterreichWolfgang Stampfer Jochen Buck Erwin Arnold Martin Schützenauer      |
| 2000 | Cortina d’Ampezzo | FrankreichBruno Mingeon Emmanuel Hostache Christophe Fouquet Max Robert                | LettlandSandis Prūsis Mārcis Rullis Matīss Zacmanis Jānis Ozols                                                                                  | DeutschlandChristoph Langen Sven Rühr Thomas Patzer Jörg Treffer                                                                               |
| 2001 | Königssee         | DeutschlandMatthias Benesch Torsten Voss Udo Lehmann Alexander Szelig                  | DeutschlandChristoph Langen Markus Zimmermann Sven Peter Alexander Metzger                                                                       | DeutschlandAndré Lange Lars Behrendt René Hoppe Carsten Embach                                                                                 |
| 2002 | Cortina d’Ampezzo | DeutschlandAndré Lange Enrico Kühn Kevin Kuske Carsten Embach                          | FrankreichBruno Mingeon Éric Le Chanony Christophe Fouquet Max Robert                                                                            | DeutschlandMatthias Benesch Torsten Voss Udo Lehmann Alexander Szelig                                                                          |
| 2003 | Winterberg        | LettlandSandis Prūsis Jānis Silarājs Mārcis Rullis Jānis Ozols                         | DeutschlandAndré Lange René Hoppe Enrico Kühn Carsten Embach                                                                                     | SchweizMartin Annen Urs Aeberhard Silvio Schaufelberger Cédric Grand                                                                           |
| 2004 | St. Moritz        | DeutschlandAndré Lange Udo Lehmann Kevin Kuske René Hoppe                              | SchweizIvo Rüegg Ali Dinçer Beat Hefti Christian Aebli                                                                                           | DeutschlandChristoph Langen Markus Zimmermann Enrico Kühn Alexander Metzger                                                                    |
| 2005 | Altenberg         | RusslandAlexander Subkow Alexei Seliwerstow Sergei Golubew Dmitri Stjopuschkin         | DeutschlandAndré Lange René Hoppe Thomas Pöge Martin Putze                                                                                       | DeutschlandMatthias Höpfner Marc Kühne Andreas Barucha Stefan Barucha                                                                          |
| 2006 | St. Moritz        | SchweizMartin Annen Thomas Lamparter Beat Hefti Cédric Grand                           | DeutschlandAndré Lange René Hoppe Kevin Kuske Martin Putze                                                                                       | RusslandAlexander Subkow Sergei Golubew Alexei Seliwerstow Dmitri Stjopuschkin                                                                 |
| 2007 | Cortina d’Ampezzo | DeutschlandAndré Lange Alexander Rödiger Kevin Kuske Martin Putze                      | RusslandJewgeni Popow Roman Oreschnikow Dmitri Trunenkow Dmitri Stjopuschkin                                                                     | SchweizIvo Rüegg Roman Handschin Thomas Lamparter Cédric Grand                                                                                 |
| 2008 | Cesana Torinese   | LettlandJānis Miņins Daumants Dreiškens Oskars Melbārdis Intars Dambis                 | SchweizMartin Galliker Jürg Egger Olexander Streltsov Patrick Blöchliger                                                                         | DeutschlandAndré Lange René Hoppe Kevin Kuske Martin Putze                                                                                     |
| 2009 | St. Moritz        | RusslandAlexander Subkow Roman Oreschnikow Dmitri Trunenkow Dmitri Stjopuschkin        | DeutschlandThomas Florschütz Marc Kühne Andreas Barucha Alexander Metzger                                                                        | DeutschlandKarl Angerer Andreas Udvari Thomas Pöge Gregor Bermbach                                                                             |
| 2010 | Igls              | DeutschlandAndré Lange René Hoppe Kevin Kuske Martin Putze                             | SchweizIvo Rüegg Roman Handschin Cédric Grand Thomas Lamparter                                                                                   | DeutschlandThomas Florschütz Ronny Listner Richard Adjei Andreas Barucha                                                                       |
| 2011 | Winterberg        | DeutschlandManuel Machata Richard Adjei Andreas Bredau Florian Becke                   | DeutschlandThomas Florschütz Ronny Listner Kevin Kuske Andreas Barucha RusslandAlexander Subkow Filipp Jegorow Dmitri Trunenkow Nikolai Chrenkow | |
| 2012 | Altenberg         | DeutschlandMaximilian Arndt Alexander Rödiger Marko Hübenbecker Martin Putze           | RusslandAlexander Subkow Filipp Jegorow Dmitri Trunenkow Nikolai Chrenkow                                                                        | DeutschlandThomas Florschütz Ronny Listner Kevin Kuske Thomas Blaschek                                                                         |
| 2013 | Igls              | DeutschlandMaximilian Arndt Alexander Rödiger Marko Hübenbecker Martin Putze           | SchweizBeat Hefti Alex Baumann Thomas Lamparter Jürg Egger                                                                                       | DeutschlandThomas Florschütz Andreas Bredau Kevin Kuske Thomas Blaschek                                                                        |
| 2014 | Königssee         | SchweizBeat Hefti Alex Baumann Jürg Egger Thomas Amrhein                               | GroßbritannienJohn Jackson Stuart Benson Bruce Tasker Joel Fearon                                                                                | DeutschlandFrancesco Friedrich Alexander Mann Gregor Bermbach Thorsten Margis                                                                  |
| 2015 | La Plagne         | LettlandOskars Melbārdis Daumants Dreiškens Arvis Vilkaste Jānis Strenga               | RusslandAlexander Kasjanow Ilwir Chusin Alexei Puschkarjow Alexei Saizew                                                                         | DeutschlandFrancesco Friedrich Candy Bauer Martin Grothkopp Thorsten Margis                                                                    |
| 2016 | St. Moritz        | DeutschlandMaximilian Arndt Kevin Korona Martin Putze Ben Heber                        | ÖsterreichBenjamin Maier Marco Rangl Markus Sammer Dănuț Moldovan                                                                                | LettlandOskars Melbārdis Daumants Dreiškens Arvis Vilkaste Jānis Strenga                                                                       |
| 2017 | Winterberg        | DeutschlandJohannes Lochner Sebastian Mrowka Joshua Bluhm Christian Rasp               | DeutschlandNico Walther Kevin Kuske Kevin Korona Eric Franke                                                                                     | ÖsterreichBenjamin Maier Stefan Laussegger Markus Sammer Dănuț Moldovan                                                                        |
| 2018 | Igls              | DeutschlandJohannes Lochner Marc Rademacher Joshua Bluhm Christian Rasp                | DeutschlandFrancesco Friedrich Candy Bauer Martin Grothkopp Thorsten Margis                                                                      | LettlandOskars Melbārdis Daumants Dreiškens Helvijs Lūsis Jānis Strenga                                                                        |
| 2019 | Königssee         | DeutschlandJohannes Lochner Marc Rademacher Florian Bauer Christian Rasp               | LettlandOskars Ķibermanis Matīss Miknis Arvis Vilkaste Jānis Strenga                                                                             | DeutschlandFrancesco Friedrich Candy Bauer Martin Grothkopp Alexander Schüller                                                                 |
| 2020 | Winterberg        | DeutschlandJohannes Lochner Florian Bauer Christopher Weber Christian Rasp             | DeutschlandFrancesco Friedrich Candy Bauer Alexander Schüller Thorsten Margis                                                                    | DeutschlandNico Walther Paul Krenz Kevin Korona Eric Franke                                                                                    |
| 2021 | Winterberg        | DeutschlandFrancesco Friedrich Candy Bauer Thorsten Margis Alexander Schüller          | ÖsterreichBenjamin Maier Sascha Stepan Markus Sammer Kristian Huber                                                                              | RusslandRostislaw Gaitjukewitsch Michail Mordassow Ilja Malych Ruslan Samitow                                                                  |
| 2022 | St. Moritz        | LettlandOskars Ķibermanis Edgars Nemme Matīss Miknis Dāvis Spriņģis                    | DeutschlandFrancesco Friedrich Alexander Rödiger Martin Grothkopp Alexander Schüller                                                             | RusslandRostislaw Gaitjukewitsch Michail Mordassow Alexei Laptew Pawel Trawkin                                                                 |
| 2023 | Altenberg         | GroßbritannienBrad Hall Arran Gulliver Taylor Lawrence Greg Cackett                    | DeutschlandFrancesco Friedrich Thorsten Margis Candy Bauer Felix Straub                                                                          | SchweizMichael Vogt Cyril Bieri Alain Knuser Sandro Michel                                                                                     |
| 2024 | Igls              | DeutschlandFrancesco Friedrich Candy Bauer Alexander Schüller Felix Straub             | DeutschlandJohannes Lochner Erec Brucker Joshua Tasche Georg Fleischhauer                                                                        | LettlandEmīls Cipulis Dāvis Spriņģis Matīss Miknis Krists Lindenblats                                                                          |
| 2025 | Lillehammer       | DeutschlandJohannes Lochner Florian Bauer Jörn Wenzel Georg Fleischhauer               | DeutschlandFrancesco Friedrich Matthias Sommer Alexander Schüller Felix Straub                                                                   | SchweizMichael Vogt Gregory Jones Andreas Haas Amadou David Ndiaye GroßbritannienBrad Hall Taylor Lawrence Arran Gulliver Leon Greenwood       |

### Medaillenspiegel
| Platz | Nation                  | Gold | Silber | Bronze |
| ----- | ----------------------- | ---- | ------ | ------ |
| 1     | Deutschland (inkl. DDR) | 28   | 28     | 26     |
| 2     | Schweiz                 | 13   | 10     | 14     |
| 3     | Lettland                | 4    | 2      | 3      |
| 4     | Österreich              | 3    | 7      | 7      |
| 5     | Russland                | 2    | 4      | 3      |
| 6     | Rumänien                | 2    | 2      | 2      |
| 7     | Italien                 | 2    | 0      | 0      |
| 8     | Vereinigtes Königreich  | 1    | 2      | 2      |
| 9     | Frankreich              | 1    | 1      | 0      |
| 10    | Spanien                 | 0    | 1      | 0      |

Stand: nach der EM 2025

## Monobob Damen

### Ergebnisse
| Europameisterschaft | Europameisterschaft | Gold            | Silber         | Bronze              |
| ------------------- | ------------------- | --------------- | -------------- | ------------------- |
| 2022                | St. Moritz          | Mariama Jamanka | Laura Nolte    | Nadeschda Sergejewa |
| 2023                | Altenberg           | Laura Nolte     | Andreea Grecu  | Kim Kalicki         |
| 2024                | Sigulda             | Lisa Buckwitz   | Andreea Grecu  | Laura Nolte         |
| 2025                | Lillehammer         | Laura Nolte     | Melanie Hasler | Lisa Buckwitz       |

### Medaillenspiegel
| Platz | Nation      | Gold | Silber | Bronze |
| ----- | ----------- | ---- | ------ | ------ |
| 1     | Deutschland | 4    | 1      | 3      |
| 2     | Rumänien    | 0    | 2      | 0      |
| 3     | Schweiz     | 0    | 1      | 0      |
| 4     | Russland    | 0    | 0      | 1      |

Stand: nach der EM 2025

## Zweierbob Damen

### Ergebnisse
| Europameisterschaft | Europameisterschaft | Gold                                              | Silber                                                  | Bronze                                                                             |
| ------------------- | ------------------- | ------------------------------------------------- | ------------------------------------------------------- | ---------------------------------------------------------------------------------- |
| 2004                | Sigulda             | DeutschlandCathleen Martini Sandra Germain        | DeutschlandClaudia Schramm Nicole Herschmann            | SchweizFrançoise Burdet Karin Hagmann                                              |
| 2005                | Altenberg           | DeutschlandCathleen Martini Janine Tischer        | DeutschlandSandra Kiriasis Anja Schneiderheinze         | NiederlandeIlse Broeders Jeannette Pennings                                        |
| 2006                | St. Moritz          | DeutschlandSandra Kiriasis Berit Wiacker          | ItalienGerda Weißensteiner Jennifer Isacco              | DeutschlandSusi Erdmann Anne Dietrich                                              |
| 2007                | Cortina d’Ampezzo   | DeutschlandSandra Kiriasis Romy Logsch            | DeutschlandCathleen Martini Janine Tischer              | ItalienJessica Gillarduzzi Fabiana Mollica                                         |
| 2008                | Cesana Torinese     | DeutschlandSandra Kiriasis Berit Wiacker          | DeutschlandCathleen Martini Janine Tischer              | SchweizMaya Bamert Anne Dietrich                                                   |
| 2009                | St. Moritz          | DeutschlandSandra Kiriasis Berit Wiacker          | DeutschlandCathleen Martini Janine Tischer              | Vereinigtes KönigreichNicola Minichiello Gillian Cooke                             |
| 2010                | Igls                | DeutschlandCathleen Martini Romy Logsch           | SchweizSabina Hafner Hanne Schenk                       | DeutschlandSandra Kiriasis Christin Senkel                                         |
| 2011                | Winterberg          | DeutschlandSandra Kiriasis Berit Wiacker          | DeutschlandAnja Schneiderheinze-Stöckel Christin Senkel | NiederlandeEsmé Kamphuis Judith Vis                                                |
| 2012                | Altenberg           | DeutschlandCathleen Martini Janine Tischer        | DeutschlandSandra Kiriasis Petra Lammert                | SchweizFabienne Meyer Hanne Schenk                                                 |
| 2013                | Igls                | DeutschlandSandra Kiriasis Franziska Bertels      | DeutschlandAnja Schneiderheinze-Stöckel Lisette Thöne   | DeutschlandCathleen Martini Janine Tischer                                         |
| 2014                | Königssee           | SchweizFabienne Meyer Tanja Mayer                 | DeutschlandSandra Kiriasis Franziska Fritz              | NiederlandeEsmé Kamphuis Judith Vis                                                |
| 2015                | La Plagne           | DeutschlandAnja Schneiderheinze Franziska Bertels | DeutschlandCathleen Martini Stephanie Schneider         | DeutschlandStefanie Szczurek Erline Nolte                                          |
| 2016                | St. Moritz          | DeutschlandAnja Schneiderheinze Annika Drazek     | BelgienElfje Willemsen Sophie Vercruyssen               | DeutschlandStephanie Schneider Lisa Buckwitz                                       |
| 2017                | Winterberg          | DeutschlandMariama Jamanka Annika Drazek          | RusslandNadeschda Sergejewa Anastassija Kotscherschowa  | ÖsterreichChristina Hengster Jennifer Onasanya                                     |
| 2018                | Igls                | DeutschlandStephanie Schneider Annika Drazek      | DeutschlandMariama Jamanka Lisa Buckwitz                | DeutschlandAnna Köhler Ann-Christin Strack                                         |
| 2019                | Königssee           | DeutschlandMariama Jamanka Annika Drazek          | DeutschlandStephanie Schneider Ann-Christin Strack      | ÖsterreichKatrin Beierl Jennifer Onasanya                                          |
| 2020                | Sigulda             | RusslandNadeschda Sergejewa Jelena Mamedowa       | RumänienAndreea Grecu Ioana Gheorghe                    | DeutschlandStephanie Schneider Lisette Thoene                                      |
| 2021                | Winterberg          | DeutschlandLaura Nolte Deborah Levi               | DeutschlandKim Kalicki Ann-Christin Strack              | ÖsterreichKatrin Beierl Jennifer Onasanya DeutschlandMariama Jamanka Leonie Fiebig |
| 2022                | St. Moritz          | DeutschlandKim Kalicki Lisa Buckwitz              | DeutschlandMariama Jamanka Kira Lipperheide             | DeutschlandLaura Nolte Deborah Levi                                                |
| 2023                | Altenberg           | DeutschlandLaura Nolte Neele Schuten              | SchweizMelanie Hasler Nadja Pasternack                  | DeutschlandKim Kalicki Anabel Galander                                             |
| 2024                | Sigulda             | DeutschlandLaura Nolte Neele Schuten              | DeutschlandKim Kalicki Anabel Galander                  | SchweizMelanie Hasler Mara Morell                                                  |
| 2025                | Lillehammer         | DeutschlandLaura Nolte Leonie Kluwig              | DeutschlandKim Kalicki Leonie Fiebig                    | DeutschlandLisa Buckwitz Vanessa Mark                                              |

### Medaillenspiegel (Zweierbob)
| Platz | Nation                 | Gold | Silber | Bronze |
| ----- | ---------------------- | ---- | ------ | ------ |
| 1     | Deutschland            | 20   | 16     | 11     |
| 2     | Schweiz                | 1    | 2      | 4      |
| 3     | Russland               | 1    | 1      | 0      |
| 4     | Italien                | 0    | 1      | 1      |
| 5     | Belgien                | 0    | 1      | 0      |
| 5     | Rumänien               | 0    | 1      | 0      |
| 7     | Niederlande            | 0    | 0      | 3      |
| 7     | Österreich             | 0    | 0      | 3      |
| 9     | Vereinigtes Königreich | 0    | 0      | 1      |

Stand: nach EM 2025